# هاينريش هوسلر
هاينريش هوسلر (بالألمانية: Heinrich Haussler)‏ مواليد 25 فبراير 1984 في نيوساوث ويلز، أستراليا، هو دراج أسترالي في صنف سباق الدراجات على الطريق.

## سجل النتائج

### سباقات أو مراحل فاز بها
- طواف فرنسا
- طواف إسبانيا
- طواف سويسرا

### المراكز
- حقق المركز الـ 2 في طواف قطر 2011

## وصلات خارجية
- الموقع الرسمي

## روابط خارجية
- هاينريش هوسلر على موقع الاتحاد الدولي للدراجات (الإنجليزية)
- هاينريش هوسلر على موقع أرشيف الدراجات (الإنجليزية)
- هاينريش هوسلر على موقع إحصائيات الدراجات الإحترافية (الإنجليزية)
- هاينريش هوسلر على موقع نسبة الدراجات (الإنجليزية)
- هاينريش هوسلر على موقع CycleBase (الإنجليزية)